# Miðdalshnúkur
Miðdalshnúkur är en bergstopp i republiken Island. Den ligger i regionen Austurland, 400 km öster om huvudstaden Reykjavík. Toppen på Miðdalshnúkur är 881 meter över havet.
Trakten runt Miðdalshnúkur är nära nog obefolkad, med mindre än två invånare per kvadratkilometer. Närmaste större samhälle är Seyðisfjörður, omkring 33 kilometer sydost om Miðdalshnúkur. Trakten runt Miðdalshnúkur består i huvudsak av gräsmarker.